# Hans Speth (Fußballspieler)
Hans Speth (* 6. Juli 1934 in Halberstadt; † 31. August 2016 in Zwickau) war ein deutscher Fußballspieler und -trainer. In der DDR-Oberliga, der höchsten Spielklasse im DDR-Fußball, war der Nationalspieler in Halle, Thale, Rostock und Zwickau aktiv. In Zwickau und Aue war er Trainer der Oberligamannschaften.

## Sportliche Laufbahn

### Gemeinschafts- und Clubstationen
Hans Speth begann als Jugendlicher in seiner Heimatstadt Halberstadt bei der Betriebssportgemeinschaft Empor mit dem Fußballspielen. Mit 18 Jahren ging er 1952 nach Halle (Saale) und schloss sich dort im Oktober zunächst der BSG Empor Halle an, die in der drittklassigen Bezirksliga Halle spielte. Nachdem er in zwei Punktspielen mitgewirkt hatte, wechselte er schon nach einem Monat zum aktuellen DDR-Fußballmeister BSG Turbine Halle und bestritt dort als Linksaußenstürmer sieben Oberligaspiele. Zu Beginn der 2. Halbserie der Oberligasaison 1952/53 nahm Speth erneut einen Wechsel vor und ging zum Bezirksrivalen BSG Stahl Thale, der ebenfalls in der Oberliga spielte. Hier kam er jedoch in der laufenden Saison nicht mehr zum Einsatz. In der Spielzeit 1953/54 nahm Speth die Position des halblinken Stürmers ein, bestritt 27 der 28 ausgetragenen Oberligapunktspiele und erzielte dabei fünf Tore. Da Stahl Thale am Saisonende abstieg, trat Speths Gemeinschaft 1954/55 in der zweitklassigen DDR-Liga an, wobei Punktspiele für den Halberstädter nicht ausgewiesen sind. Anschließend hielt er sich mehrere Monate in der Bundesrepublik auf, spielte dort aber nicht im höherklassigen Fußball.
Mit Beginn der Übergangsrunde zur Umstellung des Spieljahres auf das Kalenderjahr im Herbst 1955 trat Speth für den DDR-Oberligisten SC Empor Rostock als Stammspieler an und wurde in allen 13 Partien eingesetzt. Erstmals Oberligaluft für die Hanseaten hatte er bereits am 26. Spieltag in der Saison 1954/55 genossen, als der SC Empor zu Hause gegen den SC Einheit Dresden mit 1:0 gewann. Bis zum Ende der 1956 bestritt Speth sogar alle 39 Punktspiele, in denen er wie bisher als Angreifer auf der linken Seite eingesetzt wurde. Ende 1956 erlebte er zum zweiten Mal den Abstieg aus der DDR-Oberliga. Binnen eines Jahres gelang den Rostockern die Rückkehr in die Oberliga, und Speth war daran mit Einsätzen wiederum in allen Punktspielen und 14 Toren maßgeblich beteiligt. Überraschend erreichte der SC Empor als Zweitligist das Endspiel um den DDR-Fußballpokal. In der Partie am 22. Dezember 1957 stand Speth als Linksaußenstürmer in der Endspielmannschaft, konnte jedoch die 1:2-Niederlage gegen den SC Lok Leipzig nicht verhindern. Bis zum Oktober 1959 gehörte Speth zum Spielerstamm der Rostocker Oberligamannschaft und fehlte nur in sechs Punktspielen. Im Herbst 1959 wurde er offiziell wegen disziplinarischer Verfehlungen im Club und in seiner Arbeitsstelle aus dem SC Empor ausgeschlossen. Der DFV sperrte Speth tatsächlich aufgrund seines Wechselwunsches nach Zwickau zunächst vom 1. November 1959 bis 28. März 1960 für jeglichen Spielverkehr und darüber hinaus sogar bis zum 31. Dezember für Einsätze in der Oberliga, DDR-Liga und einer Clubmannschaft. Bis zu diesem Zeitpunkt hatte er für die Rostocker 104 Punktspiele mit 29 Toren bestritten, davon 15 Treffer in 78 Partien in der Oberliga.

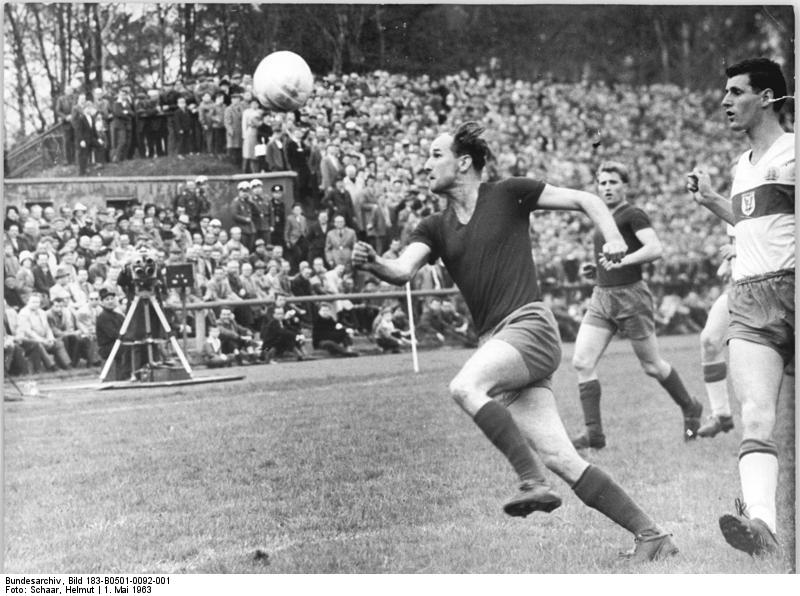
Pokalfinale 1963 in Altenburg

Nach Ablauf seiner schlussendlich verkürzten Sperre spielte Speth ab August 1960 bis zum Ende der Saison 1964/65 für den Oberligisten BSG Motor Zwickau. Sein erstes Punktspiel für die Zwickauer bestritt Speth am 14. Oberligaspieltag der Saison 1960 gegen den SC Rotation Leipzig (7. August, 0:2). Was ihm 1957 nicht gelang, erreichte er sechs Jahre später mit dem Pokalgewinn am 1. Mai 1963 in Altenburg mit einem 3:0-Sieg über Chemie Zeitz. Mit zwei Toren half er maßgeblich selbst zu diesem Erfolg bei. In der darauffolgenden Europapokalteilnahme ist für die Motor-Elf in Runde 1 Endstation. In den zwei Spielen des EC II 1963/64 gegen MTK Budapest (1:0 zu Hause, 0:2 in Ungarn) kann er keinen Treffer erzielen.
In Zwickau absolvierte Speth mit 121 Einsätzen seine meisten Oberligaspiele und war hier auch mit 27 Toren am erfolgreichsten. Anschließend ließ er seine aktive Laufbahn bei den zweitklassigen Mannschaften der BSG Motor Eisenach (Herbst 1965) und WEMA Plauen (1965 bis 1967) ausklingen. Von 1952 bis 1965 kam Speth auf 233 Spiele in der höchsten DDR-Spielklasse, in denen er 48 Tore schoss.

### Auswahleinsätze
Hans Speth ist in die Geschichte der DDR-Fußballnationalmannschaft als jüngster und einziger drittklassiger Spieler eingegangen. Als er zum Länderspiel gegen Rumänien am 26. Oktober 1952 berufen wurde, war er 18 Jahre und drei Monate alt und hatte bisher im Männerbereich nur zwei Bezirksligaspiele absolviert. Gegen Rumänien spielte er als Linksaußen und erlebte eine 1:3-Niederlage. Sein zweiter Länderspieleinsatz erfolgte am 28. Juni 1958 gegen Polen (1:1) im heimischen Ostseestadion Rostock. Hier stand er allerdings nicht der Startelf, sondern wurde in der 38. Minute für den mit einer Risswunde ausgeschiedenen Tröger zuerst auf der Mittelstürmerposition, später als Linksaußen eingesetzt. Zwischen 1953 und 1959 wurde Speth noch fünfmal in der B-Nationalmannschaft eingesetzt.

## Trainerlaufbahn
Seine Trainerkarriere begann Speth 1967 im westsächsischen Reichenbach bei Blau-Weiß in der drittklassigen Bezirksliga Karl-Marx-Stadt. Nach vierjähriger Tätigkeit wechselte er 1971 zu seiner früheren Wirkungsstätte Zwickau zurück, wo die BSG Motor inzwischen in BSG Sachsenring umbenannt worden war. Ein Jahr lang betreute er die in der zweitklassigen DDR-Liga spielende Reservemannschaft, ehe er zur Saison 1976/77 zum Cheftrainer der 1. Mannschaft berufen wurde. Mit den Plätzen 8 und 10 konnte Speth Zwickau zwar als beste BSG-Mannschaft in der Oberliga halten, musste aber am Ende der Saison 1977/78 sein Amt an Gerhard Bäßler abgeben. Danach trainierte er für eine Spielzeit die Junioren des FC Karl-Marx-Stadt.
Im Juli 1979 wurde Speth Trainer bei der gerade aus der Oberliga abgestiegenen BSG Chemie Böhlen. Binnen eines Jahres führte er die Mannschaft wieder in die höchste Spielklasse zurück, konnte aber 1981 den erneuten Abstieg nicht verhindern. Die nächste Trainerstation war die BSG Wismut Gera, mit der er zwischen 1981 und 1984 Plätze zwischen 5 und 9 in der DDR-Liga erreichte. Nach einem einjährigen Zwischenspiel als Nachwuchstrainer in Zwickau übernahm Speth am 1. Januar 1986 den Cheftrainerposten der Oberligamannschaft der BSG Wismut Aue. Er führte die Mannschaft vom 13. Platz bis zum Ende der Saison auf einen gesicherten Rang 11. In der folgenden Saison 1986/87 erreichte Speth mit Wismut Aue seinen größten Trainer-Erfolg mit einem 4. Oberligaplatz – und damit die Qualifikation für den UEFA Cup. Dort war im Folgejahr nach vier Spielen in der 2. Runde Schluss. Auch auf nationaler Ebene verlief die Saison 1987/88 enttäuschend. Nachdem Wismut nach dem 21. Spieltag am 16. April 1988 nach einer 2:5-Niederlage bei Stahl Brandenburg auf dem 12. Platz landete, wurde Speth als Auer Trainer entlassen. Damit endete für ihn 53-jährig die Fußballlaufbahn im Leistungssport. Später war Speth unter anderem im unterklassigen Fußball in Helmbrechts, Plauen und Werdau als Fußballtrainer tätig.